# Heathenreel
Heathenreel je první album od italské heavy-folk-symfonic metalové kapely Elvenking.

## Seznam skladeb
1. "To Oak Woods Bestowed" – 0:46
2. "Pagan Purity" – 4:35
3. "The Dweller of Rhymes" – 4:48
4. "The Regality Dance" – 5:46
5. "White Willow" – 5:59
6. "Skywards" – 5:32
7. "Oakenshield" – 6:37
8. "Hobs An' Feathers" – 2:27
9. "Conjuring of the 14th" – 6:37
10. "A Dreadful Strain" – 4:14
11. "Seasonspeech" – 7:39

Bonus Tracks
1. "Penny Dreadful" – 3:11 (Skyclad cover) (Japanese Bonus)